# Декан Колегії кардиналів
Дека́н Колеґії кардиналів — Кардинал-декан (лат. Decanus Sacri Collegii) — голова Колегії кардиналів. Завжди обирається з кардиналів-єпископів з титулами субурбікарних єпархій.

## Роль в Колеґії кардиналів
Кардинал-декан є головою як кардиналів-єпископів, так і всіх кардиналів загалом. Але, при цьому, він не є найстарішим кардиналом, через те, що таким може бути будь-який кардинал (а деканом може бути лише кардинал-єпископ). При цьому, кардинал-декан не може ніяк керувати кардиналами. Він є лише першим серед рівним.

Під час свого обрання він на додаток до свого приміського єпископського престолу отримує також титул єпископа Остії.

## Вибори декана
Згідно з motu proprio Павла VI від 1965 року Sacrum cardinalium consilio і встановлених на його основі норм Кодексу канонічного права 1983 року, кардинала-декана обирають з-поміж себе кардинали-єпископи з титулами субурбікарних єпархій.

Вибори проводяться одразу ж після настання вакансії (через відставку, смерть тощо) під головуванням субдекана (що також обирається кардиналами-єпископами і заміняє у разі потреби кардинала-декана). Після того, як кардинали-єпископи обирають свого декана, кандидатура подається на затвердження папи.

## Обов'язки
У зв'язку з тим, що кардинал-декан є представником колеґії він має мати постійну резиденцію у Римі.

Кардинал-декан інформує інших кардиналів та дипломатичних представників про смерть папи. Під час періоду Sede vacante він скликає кардинальські конгрегації та контролює приготування до проведення конклаву. Часто кардинал-декан очолює поховальні заходи. Виходячи з цього декан координує проведення конклаву і коли папа обраний питає його: «Acceptasne electionem de te canonice factam in Summum Pontificem?» (лат. Чи приймаєш ти свій канонічний вибір у Верховні першосвященики?). Якщо ж кардинал-декан на час проведення конклаву досягає восьмидесятирічного віку або з інших причин не може брати участі у голосуванні, його заміняє субдекан або інший найстарший за рангом кардинал.

Також, у випадку, якщо папа на момент свого обрання не є єпископом, кардинал-декан, як єпископ Остії проводить його посвячення.

## Список деканів Колеґії кардиналів
| Ім'я                                          | Роки життя        | Зроблений кардиналом | Декан Колеґії кардиналів | Примітки |
| Угоне                                         |                   |                      | 1150–1158                | |
| Убальдо Алучіньйолі                           | * бл. 1110 † 1185 |                      | 1159–1184                | 1 вересня 1181 року обраний папою під ім'ям Луція ІІІ                                                       |
| Теобальдо                                     |                   |                      | 1184–1181                | |
| Оттавіано ді Паолі деі Конті ді Сеньї         |                   |                      | 1189–1206                | |
| Уголіно деі Конті ді Сеньї                    | * бл. 1170 † 1241 |                      | 1206–1227                | 19 березня 1227 року обраний папою під ім'ям Григорія ІХ                                                    |
| Рінальдо деі Конті ді Сеньї, граф Сеньї       | * невідомо † 1261 |                      | 1231–1254                | 12 грудня 1254 року обраний папою під ім'ям Олександра IV                                                   |
| Енріко Бартоломеї                             | * 1194 † 1271     |                      | 1262–1271                | |
| П'єр де Тарентез ОП                           | * 1225 † 1276     |                      | 1273–1276                | 21 січня 1276 року обраний папою під ім'ям Іннокентія V                                                     |
| Латіно Малабранка Орсіні ОП                   | * невідомо † 1294 |                      | 1278–1294                | |
| Юг Еслен де Бійом ОП                          |                   |                      | 1294–1297                | |
| Леонардо                                      |                   |                      | 1297–1298                | |
| Нікколо Боккасіні ОП                          | * 1240 † 1304     | 1298                 | 1300–1303                | 22 жовтня 1303 обраний папою під ім'ям Бенедикта ХІ                                                         |
| Нікколо Альберті ОП                           | * 1250 † 1321     | 1303                 | 1303–1321                | |
| Рено де ла Порт                               | * 1500 † 1564     | 1536                 | 1321–1325                | |
| Бертран дю Пуже                               | * 1280 † 1564     | 1316                 | 1327–1352                | |
| Етьєн Обер                                    | * 1282 † 1362     | 1342                 | 1352                     | 18 грудня 1352 року обраний папою під ім'ям Іннокентія VI                                                   |
| П'єр Бертран де Колломб'є                     | * 1279 † 1361     | 1344                 | 1353–1361                | |
| Андуїн Альберті                               |                   |                      | 1361–1363                | |
| Елі де Сент-Ір'є ОСБ                          | *                 |                      | 1363–1367                | |
| Гійом де ла Судріє ОП                         |                   |                      | 1367–1373                | |
| П'єр д'Естен ОСБ                              | * 1341 † 1377     | 1370                 | 1373–1377                | |
| Бертран Лаж'є ОБМ                             | * невідомо † 1392 | 1371                 | 1378–1392                | |
| Жан де Невшатель                              |                   |                      | 1392–1398                | |
| Анджело Аччайолі                              | * невідомо † 1408 | 1381                 | 1397–1408                | |
| Жан Алларме де Броньї                         |                   |                      | 1405–1415                | |
| Хуліан Лобера-і-Вальтьєрра                    |                   |                      | 1409–1429                | |
| Антоніо Корраро                               |                   |                      | 1431–1445                | |
| Хуан Кервантес                                |                   |                      | 1447–1453                | |
| Джорджо Фієскі                                |                   | 1439                 | 1455–1461                | |
| Гійом д'Етотвілль                             | * 1403 † 1483     | 1437                 | 1461–1483                | |
| Джуліано делла Ровере                         | * 1443 † 1513     | 1471                 | 1483–1503                | 31 жовтня 1503 обраний папою, під ім'ям Юлія ІІ                                                             |
| Олів'єро Карафа                               | * 1430 † 1511     | 1467                 | 1503–1511                | |
| Раффаеле Ріаріо Сансоні                       | * 1460 † 1521     | 1477                 | 1511–1521                | |
| Бернардіно Лопес де Карвахаль                 |                   | 1493                 | 1521–1523                | |
| Франческо Содеріні                            | * 1453 † 1524     | 1503                 | 1523–1524                | |
| Нікколо Фієскі                                | * невідомо † 1524 | 1503                 | 1524                     | |
| Алессандро Фарнезе                            | * 1468 † 1549     | 1493                 | 1524–1534                | 13 жовтня 1534 обраний папою, під ім'ям Павла ІІІ                                                           |
| Джованні Пікколоміні                          | * невідомо † 1537 | 1517                 | 1535–1537                | |
| Джованні Доменіко де Купіс                    | * невідомо † 1553 | 1536                 | 1537–1553                | |
| Джованні П'єтро Карафа                        | * 1476 † 1559     | 1536                 | 1553–1555                | обраний папою 23 травня 1555 (Павло IV)                                                                     |
| Жан дю Белле                                  | * 1492 † 1560     | 1535                 | 1555–1560                | |
| Франсуа де Турнон                             | * 1489 † 1562     | 1530                 | 1560–1562                | |
| Родольфо Піо ді Карпі                         | * 1500 † 1564     | 1536                 | 1562–1564                | |
| Франческо Пізані                              | * 1494 † 1570     | 1517                 | 1564–1570                | |
| Джованні Джіроламо Мороне                     | * 1509 † 1580     | 1542                 | 1570–1580                | |
| Алессандро Фарнезе Молодший                   | * 1520 † 1589     | 1534                 | 1580–1589                | |
| Джованні Антоніо Сербеллоні                   | * 1519 † 1591     | 1560                 | 1589–1591                | |
| Альфонсо Джезуальдо                           | * 1540 † 1603     | 1561                 | 1591–1603                | |
| Толомео Ґалліо                                | * 1526 † 1607     | 1565                 | 1603–1607                | |
| Доменіко Пінеллі                              | * 1541 † 1611     | 1585                 | 1607–1611                | |
| Франсуа де Жуайєз                             | * 1562 † 1615     | 1583                 | 1611–1615                | |
| Антоніо Марія Ґаллі                           | * 1553 † 1620     | 1586                 | 1615–1620                | |
| Антоніо Марія Саулі                           | * 1541 † 1623     | 1587                 | 1620–1623                | |
| Франческо Марія Бурбон дель Монте             | * 1549 † 1626     | 1588                 | 1623–1626                | |
| Оттавіо Бандіні                               | * 1558 † 1629     | 1596                 | 1626–1629                | |
| Джованні Баттіста Деті                        | * 1576 † 1630     | 1599                 | 1629–1630                | |
| Доменіко Джинназі                             | * 1550 † 1639     | 1604                 | 1630–1639                | |
| Карло Еммануеле Піо ді Савойя Старший         | * 1585 † 1641     | 1604                 | 1639–1641                | |
| Марчелло Ланте делла Ровере                   | * 1561 † 1652     | 1606                 | 1641–1652                | |
| Джуліо Рома                                   | * 1584 † 1652     | 1621                 | 1652                     | |
| Карло де Медічі                               | * 1595 † 1666     | 1615                 | 1652–1666                | |
| Франческо Барберіні Старший                   | * 1597 † 1679     | 1623                 | 1666–1679                | |
| Чезаре Факкінетті                             | * 1608 † 1683     | 1643                 | 1680–1683                | |
| Нікколо Альберґаті-Людовізі                   | * 1608 † 1687     | 1645                 | 1683–1687                | |
| Альдерано Чібо                                | * 1613 † 1700     | 1645                 | 1687–1700                | |
| Емманюель-Теодоз де ла Тур д'Овернь де Буйон  | * 1643 † 1715     | 1669                 | 1700–1715                | |
| Нікола Аччайолі                               | * 1630 † 1719     | 1669                 | 1715–1719                | |
| Фульвіо Асталлі                               | * 1655 † 1721     | 1686                 | 1719–1721                | |
| Себастьяно Антоніо Танара                     | * 1650 † 1724     | 1695                 | 1721–1724                | |
| Франческо дель Джудіче                        | * 1647 † 1725     | 1690                 | 1724–1725                | |
| Фабріціо Паолуччі                             | * 1651 † 1726     | 1697                 | 1725–1726                | |
| Франческо Барберіні Молодший                  | * 1662 † 1738     | 1690                 | 1726–1738                | |
| П'єтро Оттобоні                               | * 1667 † 1740     | 1689                 | 1738–1740                | |
| Томмазо Руффо                                 | * 1663 † 1753     | 1706                 | 1740–1753                | |
| П'єтро Луїджі Карафа                          | * 1677 † 1755     | 1728                 | 1753–1755                | |
| Райньєро д'Ельчі                              | * 1670 † 1761     | 1737                 | 1756–1761                | |
| Джузеппе Спінеллі                             | * 1694 † 1763     | 1735                 | 1761–1761                | |
| Карло Альберто Ґвідобоні Кавалькіні           | * 1683 † 1774     | 1743                 | 1763–1774                | |
| Фабріціо Сербеллоні                           | * 1695 † 1775     | 1753                 | 1774–1775                | |
| Джованні Франческо Альбані                    | * 1720 † 1803     | 1747                 | 1775–1803                | декан, який урядував найдовше                                                                               |
| Генрі Бенедикт Марія Клемент Стюарт Йоркський | * 1725 † 1807     | 1747                 | 1803–1807                | кардинал, який урядував найдовше, претендент на британський трон від якобітів                               |
| Леонардо Антонеллі                            | * 1730 † 1811     | 1775                 | 1807–1811                | |
| вакантно                                      |                   |                      | 1811–1814                | |
| Алессандро Маттеї                             | * 1744 † 1820     | 1779                 | 1814–1820                | за правління Наполеона за кордоном                                                                          |
| Джуліо Марія делла Сомалья                    | * 1744 † 1830     | 1795                 | 1820–1830                | |
| Бартоломео Пакка                              | * 1756 † 1844     | 1801                 | 1830–1844                | |
| Лодовіко Мікара ОБМКап                        | * 1775 † 1847     | 1824                 | 1844–1847                | |
| Вінченцо Маккі                                | * 1770 † 1860     | 1826                 | 1847–1860                | |
| Маріо Маттеї                                  | * 1792 † 1870     | 1832                 | 1860–1870                | |
| Костантино Патріці Наро                       | * 1798 † 1876     | 1834                 | 1870–1876                | |
| Луїджі Амат де Сан Філіппо де Сорсо           | * 1796 † 1878     | 1837                 | 1877–1878                | |
| Камілло де П'єтро                             | * 1806 † 1884     | 1853                 | 1878–1884                | |
| Карло Сакконі                                 | * 1808 † 1889     | 1861                 | 1884–1889                | |
| Раффаеле Монако Ла Валлетта                   | * 1827 † 1896     | 1868                 | 1889–1896                | |
| Луїджі Орелья ді Санто Стефано                | * 1828 † 1913     | 1873                 | 1896–1913                | |
| Серафіно Ваннутеллі                           | * 1834 † 1915     | 1887                 | 1913–1915                | |
| Вінченцо Ваннутеллі                           | * 1836 † 1930     | 1889                 | 1915–1930                | |
| Дженнаро Граніто Піньятеллі ді Бельмонте      | * 1851 † 1948     | 1911                 | 1930–1948                | |
| Франческо Маркетті Сельваджаньї               | * 1871 † 1951     | 1930                 | 1948–1951                | |
| Ежен-Габріель Тіссеран                        | * 1884 † 1972     | 1936                 | 1951–1972                | |
| Амлето Джованні Чічойнані                     | * 1883 † 1973     | 1958                 | 1972–1973                | |
| Луїджі Трайліа                                | * 1895 † 1977     | 1960                 | 1974–1977                | |
| Карло Конфалоньєрі                            | * 1893 † 1986     | 1958                 | 1977–1986                | |
| Аньєло Россі                                  | * 1913 † 1995     | 1965                 | 1986–1993                | Перший бразилець на посаді декана та перший представник Латинської Америки подав у відставку з поста декана |
| Бернарден Гантен                              | * 1922 † 2008     | 1977                 | 1993–2002                | Перший чорношкірий на посаді декана та перший представник Африки подав у відставку з поста декана           |
| Йозеф Ратцінгер                               | * 1927 † 2022     | 1977                 | 2002–2005                | папа Бенедикт XVI з 19 квітня 2005 року                                                                     |
| Содано Анджело                                | * 1927 † 2022     | 1991                 | 2005–2019                | присвоєно почесний титул декан-емерит                                                                       |
| Джованні Баттіста Ре                          | * 1934            | 2001                 | 2020–                    | |